# Aleph-4
Aleph-4 – organiczny związek chemiczny, enteogen, pochodna fenyloetyloaminy. Zsyntetyzowany po raz pierwszy przez Alexandra Shulgina, opisany w PiHKAL z dawkowaniem 7–12 mg oraz czasem trwania efektów 12–20 godzin.